# Thierry Rey
Thierry Rey (n. 1 iunie 1959, Veurne, Flandra, Belgia) este un judocan ce a reprezentat Franța, medaliat olimpic. A participat la o ediție a Jocurilor Olimpice (1980) în care a câștigat o medalie de aur.

## Participări
Lista de mai jos prezintă principalele competiții la care a participat Thierry Rey de-a lungul carierei.
- judo at the 1980 Summer Olympics – men's 60 kg[*]